# Bruno Le Boursicaud
Bruno Le Boursicaud, né le 9 décembre 1977, est un joueur de pétanque français.

## Biographie
Il est droitier et se positionne en tireur ou milieu.

## Clubs
- ?-? : Union Mean Penhoet (Loire Atlantique)
- ?-2004 : PAC des Sources Le Mans (Sarthe)
- 2005 : Club Rocher Le Mans (Sarthe)
- 2006-2007 : Élite Club Ambert (Puy-de-Dôme)
- 2008-2012 : Spir Balagne Ile Rousse (Corse)
- 2013-2015 : Canuts de Lyon (Rhône)
- 2016- : Pétanque Romanaise (Drôme)

## Palmarès

### Jeunes

#### Championnats de France
Finaliste
- Triplette Juniors 1994 (avec Jérôme Bizel-Guillaz, et Philippe Jankowski)[1],[2]

### Séniors

#### Championnats du Monde
Champion du Monde
- Triplette 2004 (avec Damien Hureau, Michel Loy et Bruno Rocher) :  Équipe de France
- Triplette 2007 (avec Thierry Grandet, Henri Lacroix et Philippe Suchaud) :  Équipe de France
- Triplette 2008 (avec Thierry Grandet, Henri Lacroix et Philippe Suchaud) :  Équipe de France 2
- Triplette 2010 (avec Thierry Grandet, Henri Lacroix et Philippe Suchaud) :  Équipe de France
- Tir de précision 2010
- Triplette 2012 (avec Henri Lacroix, Philippe Suchaud et Dylan Rocher) :  Équipe de France
- Tir de précision 2012

Finaliste
- Triplette 2003 (avec Damien Hureau, Michel Loy et Bruno Rocher) :  Équipe de France

Troisième
- Triplette 2005 (avec Damien Hureau, Michel Loy et Bruno Rocher) :  Équipe de France 2
- Triplette 2016 (avec Henri Lacroix, Dylan Rocher et Philippe Suchaud) :  Équipe de France

#### Coupe des Confédérations
Vainqueur
- Triplette 2015 (avec Henri Lacroix, Philippe Suchaud et Michel Loy) :  Équipe de France
- Tir de précision 2015

#### Championnats d'Europe
Champion d'Europe
- Triplette 2009 (avec Henri Lacroix, Philippe Suchaud et Thierry Grandet) :  Équipe de France 2

#### Jeux méditerranéens
Finaliste
- Tir de précision 2018

Troisième
- Doublette 2018 (avec Philippe Suchaud) :  Équipe de France

#### Championnats de France
Champion de France
- Doublette 2002 (avec Bruno Rocher) : PAC des Sources Le Mans
- Triplette 2003 (avec Bruno Rocher et Julien Lamour) : PAC des Sources Le Mans
- Doublette 2005 (avec Bruno Rocher) : Club Rocher Le Mans
- Doublette 2014 (avec Henri Lacroix) : Canuts de Lyon

Finaliste
- Doublette 2004 (avec Bruno Rocher) : PAC des Sources Le Mans
- Triplette 2014 : (avec Henri Lacroix et Michel Loy) : Canuts de Lyon
- Triplette 2015 : (avec Henri Lacroix et Michel Loy) : Canuts de Lyon

#### Masters de pétanque
Vainqueur
- 2004 (avec Damien Hureau, Bruno Rocher et Julien Lamour) : Équipe Rocher
- 2009 (avec Zvonko Radnic, Jean-Michel Puccinelli et Maison Durk) : Équipe Radnic
- 2012 (avec Henri Lacroix, Dylan Rocher et Philippe Suchaud) :  Équipe de France
- 2016 (avec Henri Lacroix, Dylan Rocher et Philippe Suchaud) :  Équipe de France

Finaliste
- 2010 (avec Zvonko Radnic, Maison Durk et Jean-Michel Puccinelli) : Équipe Radnic (Wild card)
- 2021 (avec Ludovic Montoro, Kévin Malbec et Christophe Sarrio) : Equipe Montoro (Wild card)[3]

Troisième
- 2003 (avec Farid Bekrar, Stéphane Dath, Sylvain Dubreuil, Julien Lamour et Jérôme Pizzolato) :  Équipe de France Espoirs

#### Trophée des villes
Vainqueur
- 2008 (avec Jean-Dominique Fieschi, Jean-Pierre Grazzini et Jean-Claude Lenoir) : Bastia

#### TrophéeL'Équipe
Vainqueur
- Individuel 2019[4]

### Records[5]
- Record du monde mixte Team Toro avec 786 boules tapées sur 1 000 avec Charles Weibel, Lucas Desport, Jérémy Pardoen, Adrien Delahaye, Caroline Bourriaud, Jenny Rathberger, Chloé Roux, Céline Lebossé et Camille Durand en décembre 2019 à Rumilly.